# Francis Johnson (Komponist)

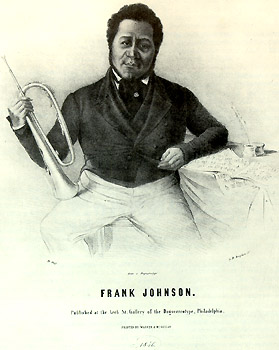
Francis „Frank“ Johnson

Francis B. „Frank“ Johnson (* 16. Juni 1792 in Martinique; † 6. Juni 1844 in Philadelphia) war ein US-amerikanischer Komponist und Musiker.
Über die Jugend und musikalische Ausbildung Johnsons ist nichts bekannt. Um 1812 wurde er in Philadelphia als Musiker bekannt. Er spielte verschiedene Instrumente, darunter Horn, Kornett und Violine und leitete eine eigene Kapelle. 1819 veröffentlichte er den ersten Band von A Collection of New Cotillions, dies waren die ersten Kompositionen eines afroamerikanischen Musikers, die in Amerika im Druck erschienen.
1824 komponierte er die Musik anlässlich eines Besuches der Revolutionshelden General Lafayette in Philadelphia und führte sie mit seiner Kapelle auf. 1837 reiste er mit einigen Mitgliedern seiner Kapelle (darunter seinem Schwager William Appo, Aaron J. R. Connor, Edwin Roland, Francis V. Seymour und vermutlich auch James Hemmenway) nach England und trat im Buckingham Palace vor der Königin Victoria auf. Ende 1838 kehrte er nach Amerika zurück und eröffnete dort die überaus erfolgreichen Promenade Concerts a la Musard, bei denen auch weiße Musiker auftraten. Zwischen 1839 und 1844 unternahm er Konzertreisen, die ihn u. a. nach Toronto, St. Louis, Detroit, Ann Arbor, Cleveland und Louisville führten.
Zum Repertoire seines Orchesters gehörten Werke von Georg Friedrich Händel und Haydn und eigene Kompositionen, darunter der berühmte Recognition March on the Independence of Hayti ebenso wie die Hymne des Abolitionismus The Grave of the Slave. Zeitlebens hatte er sich mit dem Rassismus seiner Zeitgenossen auseinanderzusetzen; er wurde verschiedentlich bei Konzerten beschimpft, mit faulen Eiern und Steinen beworfen, es gab Auftrittsverbote, Ausweisungen, Geldstrafen und vieles mehr. Andrerseits wurde er zwischen 1832 und 1842 zu mindestens zehn bezahlten Auftritten an die University of Pennsylvania eingeladen.

## Werke
- A collection of new cotillions, book 1, first & second setts, 1818
- A collection of new cotillions [book 2], third & fourth setts
- Honor to the brave; General Lafayette’s grand march, 1824
- Johnson’s dream waltz, 1826
- Johnson’s march
- London polka
- Philadelphia fireman’s cotillion
- Philadelphia Gray’s quickstep, from Bellini’s opera I puritani
- Princeton grand march
- Recognition march on the independence of Hayti